# Endiandra trichotosa
Endiandra trichotosa är en lagerväxtart som beskrevs av A. C. Smith. Endiandra trichotosa ingår i släktet Endiandra och familjen lagerväxter. Inga underarter finns listade i Catalogue of Life.